# Yami

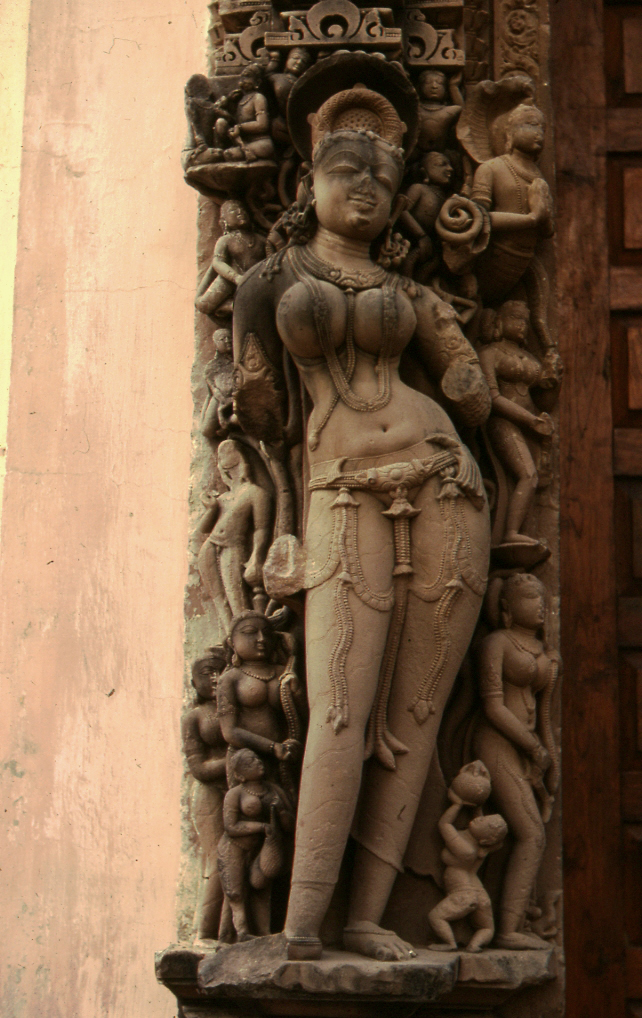
Yami

Yami var den första kvinnan i indisk mytologi enligt Veda-böckerna. Hon hade en tvillingbror, Yama, dödens gud.
I senare tid blev hon förknippad med Krishna, som en av Ashtabharyas.